# Andy Hunt
Andrew „Andy“ Hunt (* 9. Juni 1970 in Thurrock) ist ein ehemaliger englischer Fußballspieler, dessen Spielerkarriere durch das Chronische Fatigue-Syndrom (ME/CFS) beendet wurde.

## Vereinskarriere

### Die Anfangsjahre
Hunt begann seine Karriere in der Jugend von King’s Lynn FC in der englischen Grafschaft Norfolk. 1988 wechselte er zu Kettering Town in die Conference National, für die er in der Saison 1989/90 in der ersten Mannschaft debütierte.
Nach 6 Toren in 24 Spielen erweckte er das Interesse des damaligen Newcastle-United-Managers Jim Smith, welcher ihn in der Folge für drei Jahre unter Vertrag nahm. Die frühen 90er Jahre gelten noch heute für die Newcastle-Fans als eine besonders düstere Ära. Die Magpies dümpelten in den Niederungen der zweiten englischen Liga vor sich hin und hatten große Mühe, den jährlich drohenden Abstieg in die Belanglosigkeit zu vermeiden. In dieser Zeit avancierte Hunt zu einer Art „Hoffnungsschimmer“. Im ersten Jahr unter Smith noch Ergänzungsspieler, schaffte er nach dem Trainerwechsel zu Osvaldo Ardiles in der Saison 1991/92 den Durchbruch. Aufgrund der Offensivschwäche seines Teams war er quasi Alleinunterhalter im Sturm und ließ durch 9 Saisontore aufhorchen. Da der Rest der Mannschaft in keiner Weise überzeugen konnte, spielte man abermals lange gegen den Abstieg, den man am Ende mit Tabellenrang 20 nur knapp verhindern konnte. In Folge musste Ardiles gehen und wurde durch Newcastle Legende Kevin Keegan ersetzt. Dieser änderte das Spielsystem auf einen Stürmer und favorisierte in diesem, dass zuvor von Bristol City geholte aufstrebende Talent Andy Cole. Hunt, der sich zuvor in der Vorbereitung zur Saison auch noch verletzt hatte, sah die Chance auf einen Stammplatz zunehmend schwinden, da Newcastle unter Keegen auf einmal groß aufspielte und bereits zu Beginn der Saison an der Tabellenspitze zu finden war.

### Erfolgreiche Zeit bei WBA
Daraufhin verlieh ihn Newcastle, zu Beginn mit dem Gedanken, dem Spieler wieder Spielpraxis zukommen zu lassen, für die Rückrunde in die dritte Liga zu West Bromwich Albion. Dort schlug Hunt ein wie eine Bombe. Unter seinem früheren Newcastle-Trainer und größtem Förderer Osvaldo Ardiles benötigte er keine Anlaufzeit und erkämpfte sich auf Anhieb einen Stammplatz. Mit 9 Toren in 10 Spielen schoss er den früheren Mittelständer in Play-offs zur Division One, in denen er nochmals über sich hinauswuchs. Im Finalspiel gegen Port Vale schoss er daraufhin 2 der 3 West Brom. Tore zum 3:0-Sieg, welche den Aufstieg in die Division One sicherten. Aufgrund des gleichzeitigen Aufstiegs von Newcastle in die Premier League und der einhergehenden Verpflichtung von Stürmerstar Peter Beardsley, ließ man Hunt in Folge dauerhaft zu West Bromwich ziehen. Es folgte ein halbes Jahrzehnt im Dienste von WBA, in dem er an der Seite seines kongenialen Sturmpartners Bob Taylor eines der gefährlichsten Sturmduos der Liga bildete. Gemeinsam erzielte man in den fünf Jahren 125 Tore, wodurch man die Baggies in der Liga halten konnte. Hunt und Taylor waren die absoluten Fanlieblinge und blieben dem Verein trotz verschiedener Angebote von höherklassigen Vereinen bis zur Saison 1998/99 treu. 1998 geriet WBA in finanzielle Probleme und sah sich gezwungen, seine Stürmerstars zu verkaufen. Hunt wechselte in die Premier League zu Charlton Athletic.

### Premier League mit Charlton Athletic
Bei den Londonern, die gerade erst nach 10 Jahren in der Zweitklassigkeit wieder in die Premier League aufgestiegen waren, war er neben Altstar John Barnes die einzig namhafte Verpflichtung in der Sommerübertrittszeit. Im Gegensatz zu Barnes, der auf ganzer Linie enttäuschte und lediglich seine Karriere bei Charlton ausklingen ließ, konnte Hunt auch eine Spielklasse höher überzeugen. Trotz eines äußerst defensiv ausgerichteten Spielstils gelangen ihm 7 Tore in 34 Saisoneinsätzen, wodurch er zum zweitbesten Torschützen seiner Mannschaft avancierte. Nachdem man in der Winterpause den Schweden Martin Pringle von Benfica Lissabon verpflichtete, fand er auch wieder einen Sturmpartner, mit dem er gut harmonierte. Trotzdem stieg die Mannschaft zum Ende der Saison aus der Premier League ab.
Wieder zweitklassig, erfolgte eine Leistungsexplosion. Hunt absolvierte seine bisher beste Saison und wurde mit 24, oftmals von Pringle vorbereiteten Toren, zum Torschützenkönig der Liga. Am Ende feierte Charlton den Meistertitel in der First Division und den damit verbundenen sofortigen Wiederaufstieg. In einem späteren Interview, nannte Hunt Martin Pringle, trotz seiner starken Jahre an der Seite von Bob Taylor, als seinen besten Mitspieler.
Die Saison 2000/01 begann für Hunt, wie die vorhergehende endete. Hunt spielte überragend und erzielte in den ersten 8 Saisonspielen 4 Tore. Just an seinem Leistungszenit angelangt, wurde die Myalgische Enzephalomyelitis/das Chronische Fatigue-Syndrom (ME/CFS) bei ihm diagnostiziert, welches ihn zur sofortigen Beendigung seiner Karriere zwang.
2003 versuchte er bei Charlton noch einmal ein Comeback. Er hatte über ein Monat mit der Mannschaft trainiert und absolvierte 3 Reserve-League-Einsätze. Trotzdem entschied der Charlton-Manager Alan Curbishley, ihn aufgrund seiner Krankheit nicht mehr unter Vertrag zu nehmen.

„Dies ist eine besonders schwierige Entscheidung für mich, da Andy maßgeblich an unserem Erfolg der letzten Jahre beteiligt war. Trotz seiner langen Abwesenheit vom Profifußball, hat er wieder in die Mannschaft zurückgefunden. In der heutigen Zeit braucht man im Profifußball jedoch ein sehr hohes Fitnesslevel, welches er nicht mehr erreichen kann. Aber ich wünsche Andy viel Erfolg mit dem, was er beschließt, in Zukunft tun - und er weiß, er wird immer ein gern gesehener Gast bei Charlton sein.“

Bei allen 3 Profistationen galt Hunt als Publikumsliebling. Bei WBA, gilt er als einer der besten Stürmer den der Verein jemals unter Vertrag hatte.

## Nationalmannschaft
Da Hunt keine Berücksichtigung in der englischen Nationalmannschaft fand, kontaktierte er über seinen Agenten vor der Weltmeisterschaft 1998 den ÖFB. Aufgrund seiner österreichischen Großmutter wäre eine Einbürgerung möglich gewesen. Einige Medien griffen das Thema auf und ließen seinen Namen über Wochen in Österreich herumgeistern. Da der damalige Teamchef Herbert Prohaska zu dieser Zeit mit Ivica Vastić, Mario Haas und Toni Polster drei Stürmer von internationalem Format in seinem Kader hatte, schenkte er Hunt nicht viel Beachtung.
Im Jahr 2000 tauchte sein Name wieder in den österreichischen Medien auf. Hunt, inzwischen Premier-League-Spieler und amtierender Torschützenkönig in der First Division, hatte das Interesse des neubestellten Teamchefs Otto Barić geweckt, der aufgrund einiger zurückgetretener Offensivkräfte ein akutes Stürmerproblem hatte. Barić ließ ihn mehrfach in London beobachten und machte sich für eine Einbürgerung stark. Durch das jähe Karriereende von Hunt im Frühjahr 2001 wurde eine etwaige Einbürgerung jedoch vorzeitig wieder ad acta gelegt.
Trotz seiner überdurchschnittlichen Torausbeute über einen Zeitraum von 10 Jahren kam Hunt zeit seiner Karriere zu keinem Länderspiel für England oder Österreich.

## Nach der aktiven Karriere
Nach seinem Karriereende wanderte Hunt mit seiner Ehefrau Simone Angel, einer ehemaligen MTV-Moderatorin und Sängerin, und seinen beiden Söhnen Lucas und Aiden nach Südamerika in den Karibikstaat Belize aus. Dort betreibt die Familie eine Agentur für Abenteuerreisen und ein Hotel.

## Erfolge
- 1× Torschützenkönig Football League First Division: 2000 (24 Saisontore)
- 1× Meister Football League First Division: 2000
- 1× Play-off-Sieger Football League Third Division: 1993